# Nikolaj Abraham Abildgaard

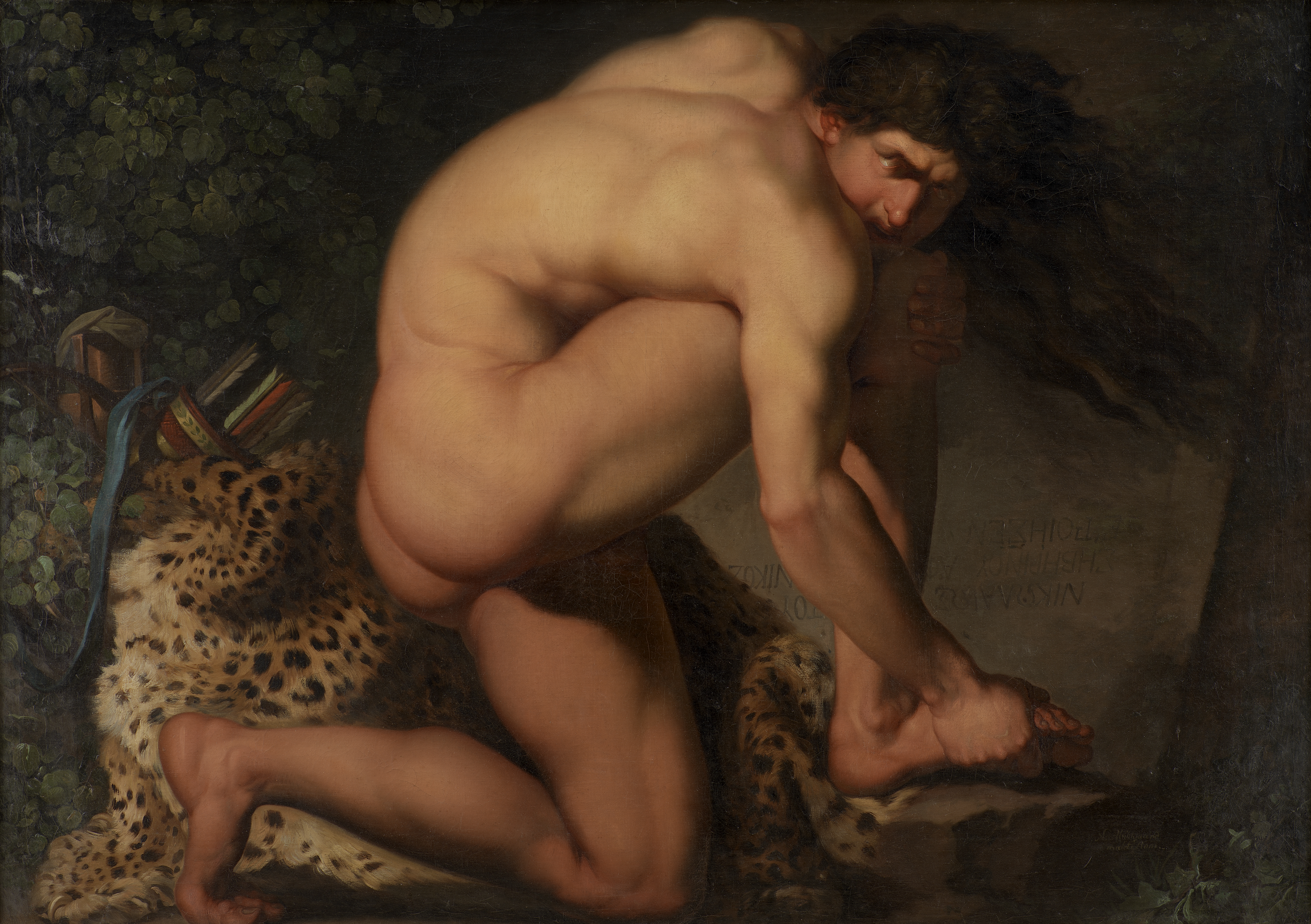
Nikolaj Abraham Abildgaard – Ranny Filoktet

Nikolaj Abraham Abildgaard (także Nicolai A. Abildgaard; ochrzczony 11 września 1743 w Kopenhadze, zm. 4 czerwca 1809 w Sorgenfri) – duński artysta, malarz klasycystyczny, którego twórczość posiadała już wyraźne cechy romantyzmu. Był także rzeźbiarzem oraz dekoratorem i scenografem teatralnym.
Tworzył obrazy o tematyce historycznej, a także związane z sagami północnymi, motywami literackimi, jak również z mitologią grecką i rzymską.
Studiował w Kopenhadze i Rzymie (1772–1777). Kształcił się nie tylko w zakresie malarstwa, lecz także rzeźby, malowideł ściennych, architektury i dekoracji. Po studiach wrócił do Danii, gdzie w 1778 roku został profesorem stołecznej Królewskiej Akademii Sztuki (Königlichen Kunstakademie), a w roku 1789 – jej dyrektorem. Do jego uczniów należeli m.in. Philipp Otto Runge i Bertel Thorvaldsen.
Już za życia był cenionym malarzem, przyczynił się do rozwoju Złotego Wieku malarstwa duńskiego. Jego twórczość stanowi etap pośredni pomiędzy klasycyzmem a romantyzmem.

## Życie prywatne
Był synem antykwariusza i rysownika Sørena Abildgaarda i Anne Margrethe Bastholm. W 1781 roku ożenił się z Anną Marią Oxholm.

## Najważniejsze dzieła
- Ranny Filoktet, 1774-1775
- cykl według Złotego osła Apulejusza, 1808-1809
- Osjan, 1787